# Chiesa di San Vigilio (Cevo)
La chiesa di San Vigilio è la parrocchiale di Cevo, in provincia e diocesi di Brescia; fa parte della zona pastorale dell'Alta Val Camonica.

## Descrizione

### Esterno
La facciata della chiesa, rivolta a occidente e rivestita in pietra, presenta centralmente il portale d'ingresso, sormontato da un coronamento mistilineo, mentre sopra si apre una finestra rettangolare; ai lati vi sono due piccole ali laterali intonacate.
Annesso alla parrocchiale è il campanile a base quadrata, la cui cella presenta su ogni lato una monofora a tutto sesto ed è coronata dal tetto a quattro falde, agli angoli del quale si innalzano quattro merli in stile guelfo.

### Interno
L'interno dell'edificio è composto da un'unica navata di forma rettangolare, sulla quale si affacciano le cappelle laterali, introdotte da archi a tutto sesto, e le cui pareti sono scandite da paraste sorreggenti la cornice aggettante e modanata sopra la quale s'imposta la volta a botte; al termine dell'aula si sviluppa il presbiterio, rialzato di alcuni gradini e chiuso dall'abside.